# Ryujin Dorsum
Il Ryujin Dorsum è una struttura geologica della superficie di 162173 Ryugu.